# Leea guineensis
Leea guineensis là một loài thực vật hai lá mầm trong họ Nho. Loài này được G.Don miêu tả khoa học đầu tiên năm 1831.